# Нымме (микрорайон)
Ны́мме (эст. Nõmme) — микрорайон в одноимённом районе Нымме города Таллина, столицы Эстонии. 

## География

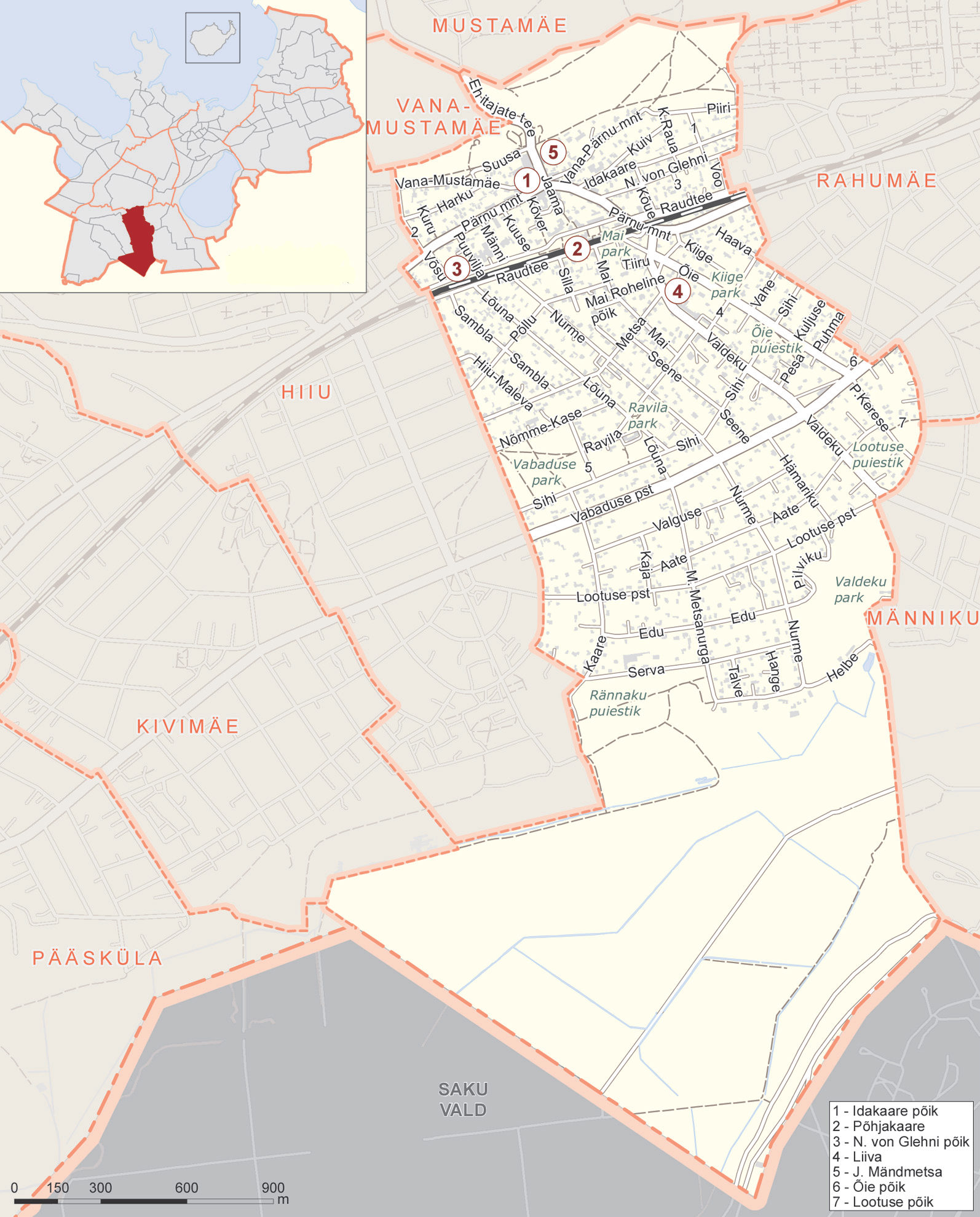
Карта микрорайона Нымме

Расположен в южной части Таллина. Граничит с микрорайонами Хийу, Вана-Мустамяэ, Мустамяэ, Рахумяэ, Мяннику, на юге — с волостью Саку. Площадь — 4,8 км². Плотность населения на 1 января 2023 года — 1276,3 чел/км².

## Улицы
Основные и самые протяжённые улицы микрорайона Нымме: бульвар Вабадузе, Валдеку, Пауля Кереса, бульвар Лоотузе, Нурме, Пярнуское шоссе, Раудтеэ, Сихи.

## Общественный транспорт
По территории Нымме проходят маршруты городских автобусов № 10, 23, 27, 33, 36, 45.
В микрорайоне находится железнодорожная платформа «Нымме», на которой останавливаются пригородные поезда компании «Elron».

## Население
В 2014 году доля мужчин в общей численности жителей микрорайона составляла 45 %; эстонцы составляли 88 % населения.
| Численность населения микрорайона Нымме на 1 января по данным Регистра народонаселения | Численность населения микрорайона Нымме на 1 января по данным Регистра народонаселения | Численность населения микрорайона Нымме на 1 января по данным Регистра народонаселения | Численность населения микрорайона Нымме на 1 января по данным Регистра народонаселения | Численность населения микрорайона Нымме на 1 января по данным Регистра народонаселения | Численность населения микрорайона Нымме на 1 января по данным Регистра народонаселения | Численность населения микрорайона Нымме на 1 января по данным Регистра народонаселения | Численность населения микрорайона Нымме на 1 января по данным Регистра народонаселения |
| 2008                                                                                   | 2010                                                                                   | 2011                                                                                   | 2012                                                                                   | 2013                                                                                   | 2014                                                                                   | 2015                                                                                   | 2016                                                                                   |
| -------------------------------------------------------------------------------------- | -------------------------------------------------------------------------------------- | -------------------------------------------------------------------------------------- | -------------------------------------------------------------------------------------- | -------------------------------------------------------------------------------------- | -------------------------------------------------------------------------------------- | -------------------------------------------------------------------------------------- | -------------------------------------------------------------------------------------- |
| 6120                                                                                   | ↘6048                                                                                  | ↘6043                                                                                  | ↗6277                                                                                  | ↗6300                                                                                  | ↗6389                                                                                  | ↘6388                                                                                  | ↗6408                                                                                  |
| 2017                                                                                   | 2018                                                                                   | 2019                                                                                   | 2020                                                                                   | 2021                                                                                   | 2022                                                                                   | 2023                                                                                   |                                                                                        |
| ↗6685                                                                                  | ↗6768                                                                                  | ↘6628                                                                                  | ↘6290                                                                                  | ↘6203                                                                                  | ↘6118                                                                                  | ↗6126                                                                                  |                                                                                        |

## История
Территория, на которой сейчас расположен микрорайон Нымме, в самых ранних источниках упоминается как «пустошь Ярвекюла» и «пустошь Пяэскюла» (эст. Nõmm — «пустошь»). В 1784 году впервые упоминается трактир Нымме, расположенная на дороге, ведущей в Пярну. За исключением трактира, до конца XIX века здесь не было никаких построек и местность была практически необитаема.
Развитию этих земель дало толчок строительство железной дороги. 15 июля 1872 года была открыт железнодорожный вокзал «Нымме». 6 октября 1873 года мечтавший основать собственный город владелец мызы Елгимяги (Яльгимяэ) Николай фон Глен сдал в аренду под дачи первые земельные участки. Планам Глена мешал закон, запрещавший продажу под застройку земли дворянских мыз. В 1880 году Глен отделил земли Нымме от мызы Яльгимяэ и начал продажу земельных участков в частные владения. Первые дома появились на улицах Валдеку, Рохелине, Ыйе и Май.
Собственники земельных участков начали строить дома хаотично, а добраться до многих домов можно было только по лесным дорогам. В 1908 общество благоустройства Нымме начало строительство сети дорог и нумерацию домов.
В 1908 году в Нымме начал работу рынок, в 1910 открылась аптека, в 1912 году — почта, пожарная станция и начальная школа, в 1922 году — библиотека. Благодаря этому на территории современного микрорайона Нымме образовался фактический центр поселения Нымме, хотя согласно утверждённому в 1926 году плану административный центр города должен был находиться в современном Хийу. В 1933 году братья Кахрод построили здесь новое административное здание. В нём расположилось местное самоуправление и кинотеатр.
В 2011 году недалеко от рынка Нымме был установлен памятник Николаю фон Глену работы скульптора Айвара Симсона.

## Предприятия, учреждения и организации
- Valdeku tn 13 — управа части города Нымме;
- Raudtee tn 8 — Ныммеская основная школа;
- Pärnu mnt 320 — Ныммеская музыкальная школа[14];
- Jaama tn 11 — Ныммеский центр здоровья;
- Lõuna tn 50 — дом престарелых «Нымме Пихлакоду»;
- Valdeku tn 13 — спортзал-баня «Валдеку»;
- Turu plats 8 — рынок Нымме;
- Õie tn 10 — Ныммеская немецкая церковь Христа-Искупителя (эст. Nõmme Saksa Lunastaja koguduse palvela). Построена в 1932 году, автор проекта — архитектор Роберт Натус. После Второй мировой войны использовалась в качестве склада, была сильно перестроена. Восстановлена в 2007 году. Внесена в Государственный регистр памятников культуры Эстонии[15];
- Võsu tn 5 — Ныммеская церковь Мира  (эст. Nõmme Rahu kirik). Построена в 1901—1918 годах, внесена в Государственный регистр памятников культуры Эстонии. Своё название получила в 1924 году в честь Тартуского мирного договора между РСФСР и Эстонией[16].

## Парки
В микрорайоне расположены парки Вабадузе, Кийге, Нымме-Кескузе, Равила, Ыйе, лесопарки Валдеку и Мустамяэ-Нымме.

Микрорайон Нымме, памятники культуры
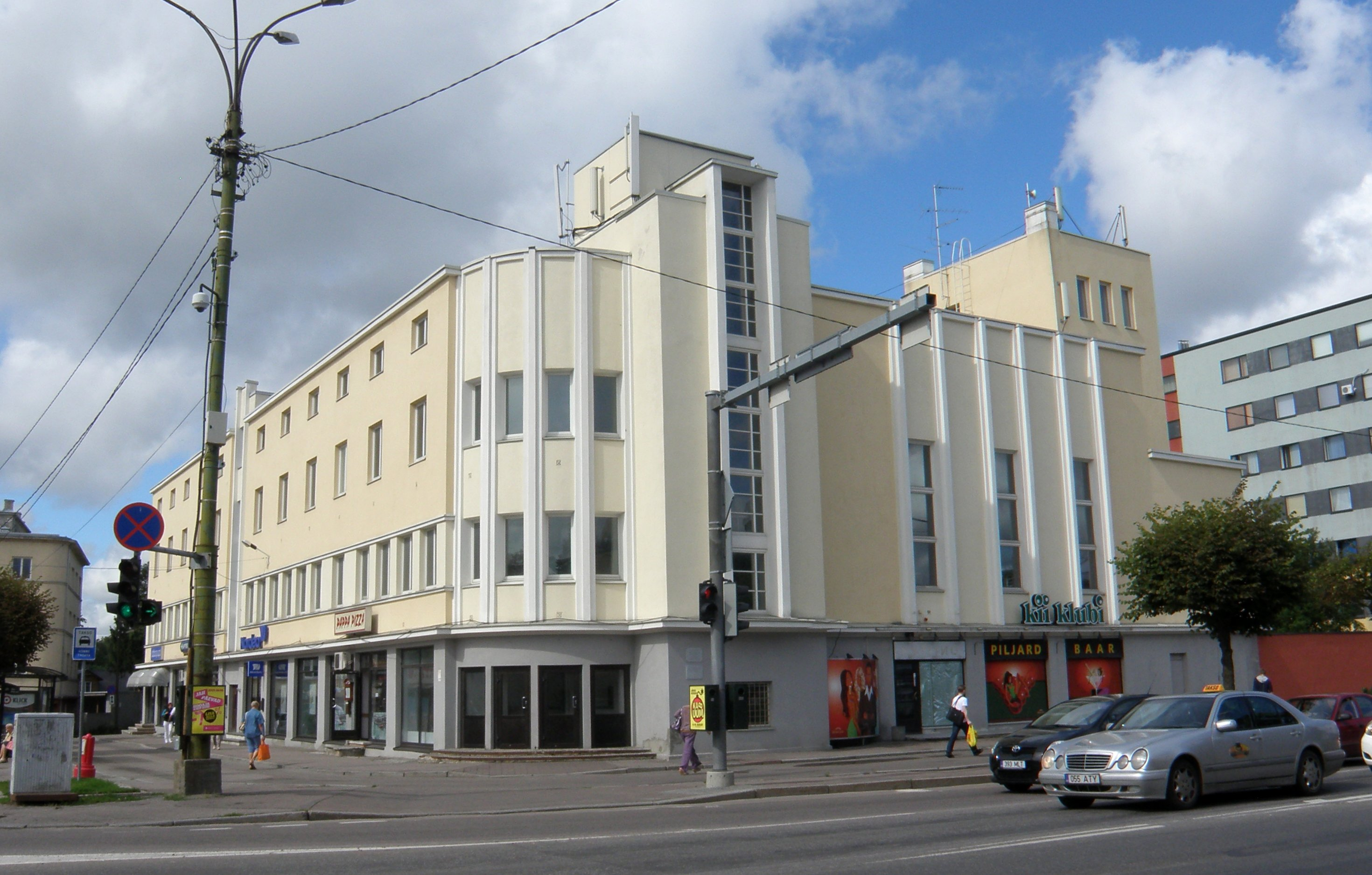
Здание братьев Кахрод, где располагалось самоуправление города Нымме и кинотеатр
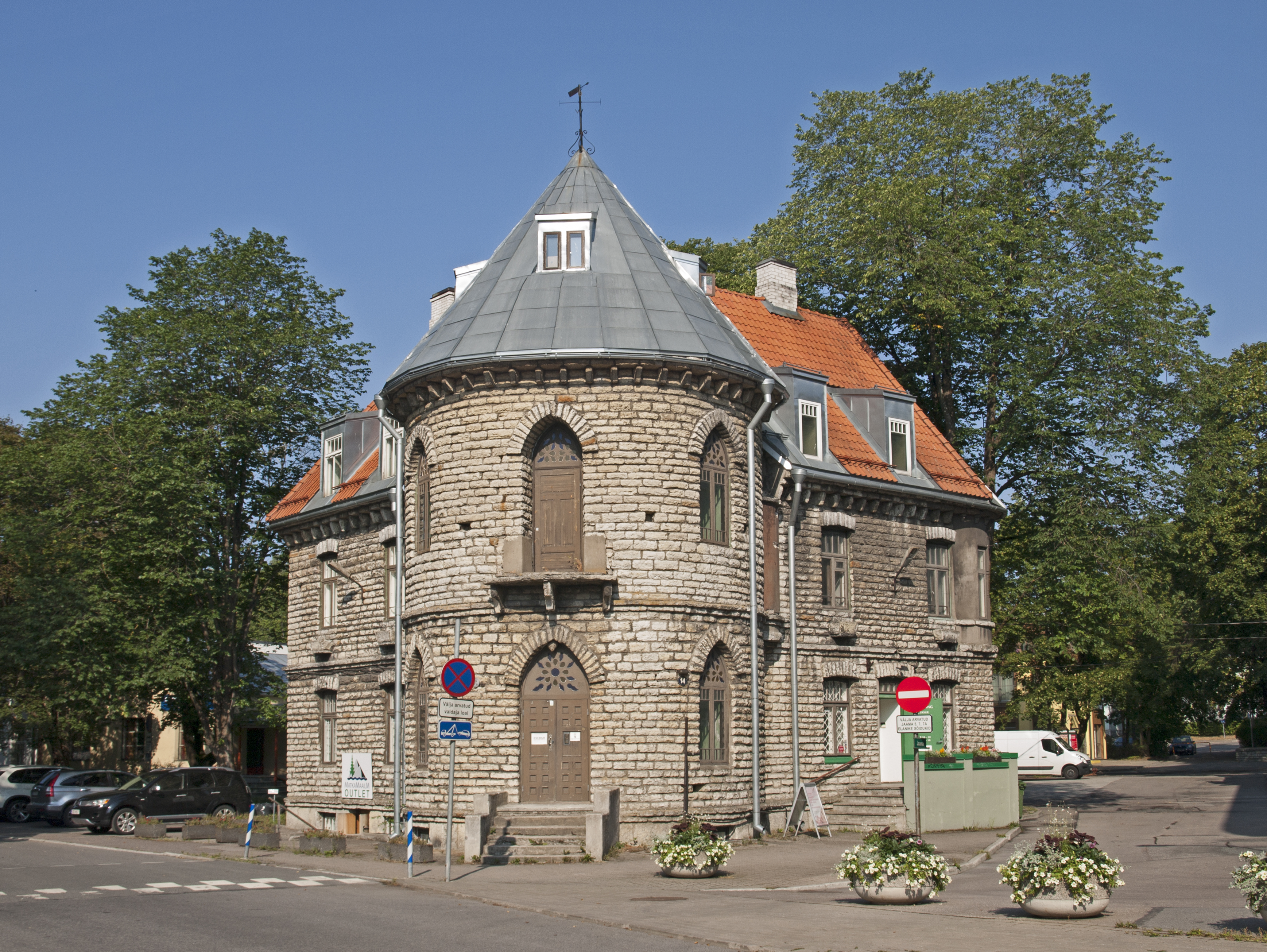
Улица Яама 14, бывшее почтовое отделение
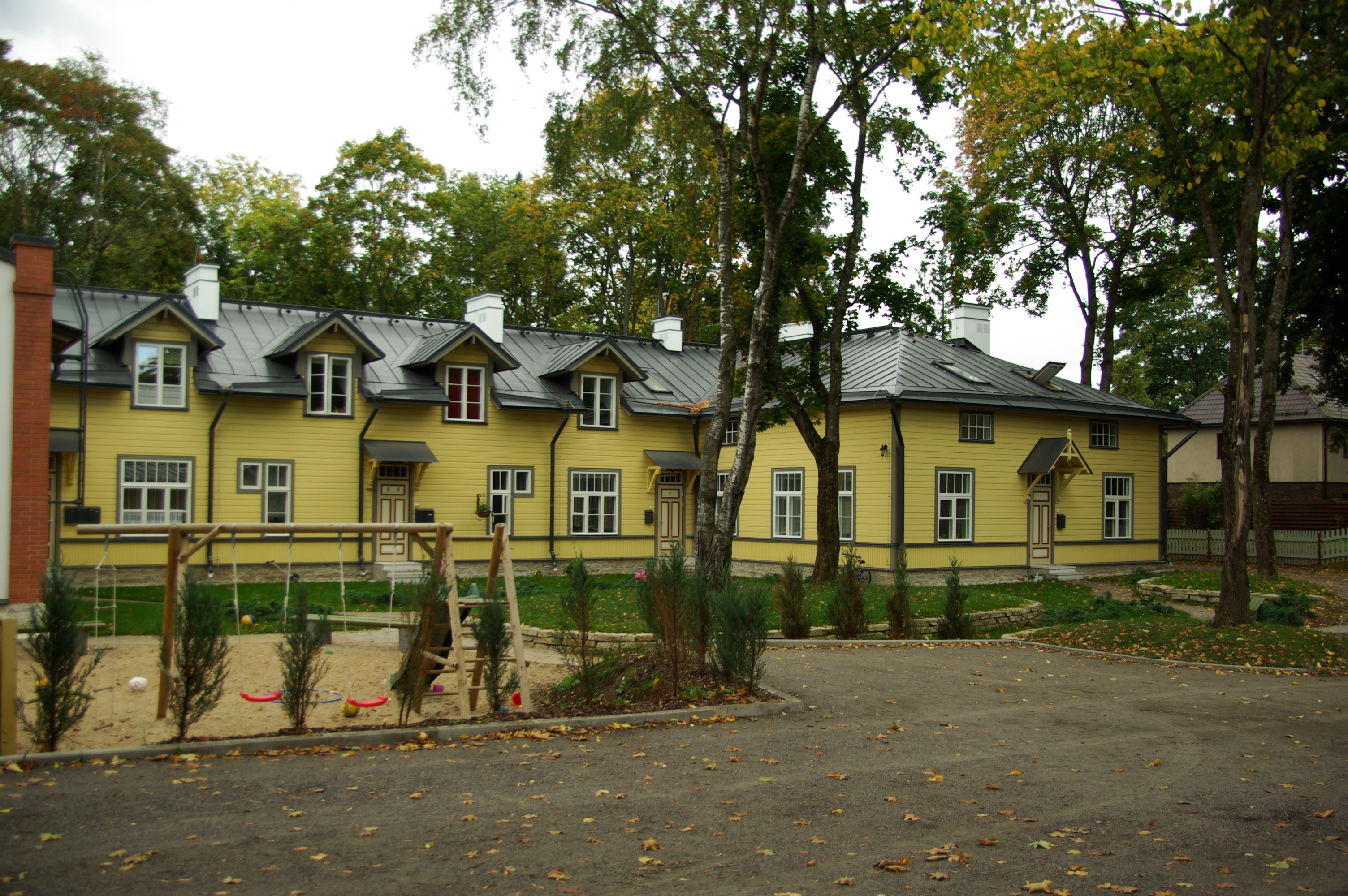
Жилой дом на улице Раудтеэ
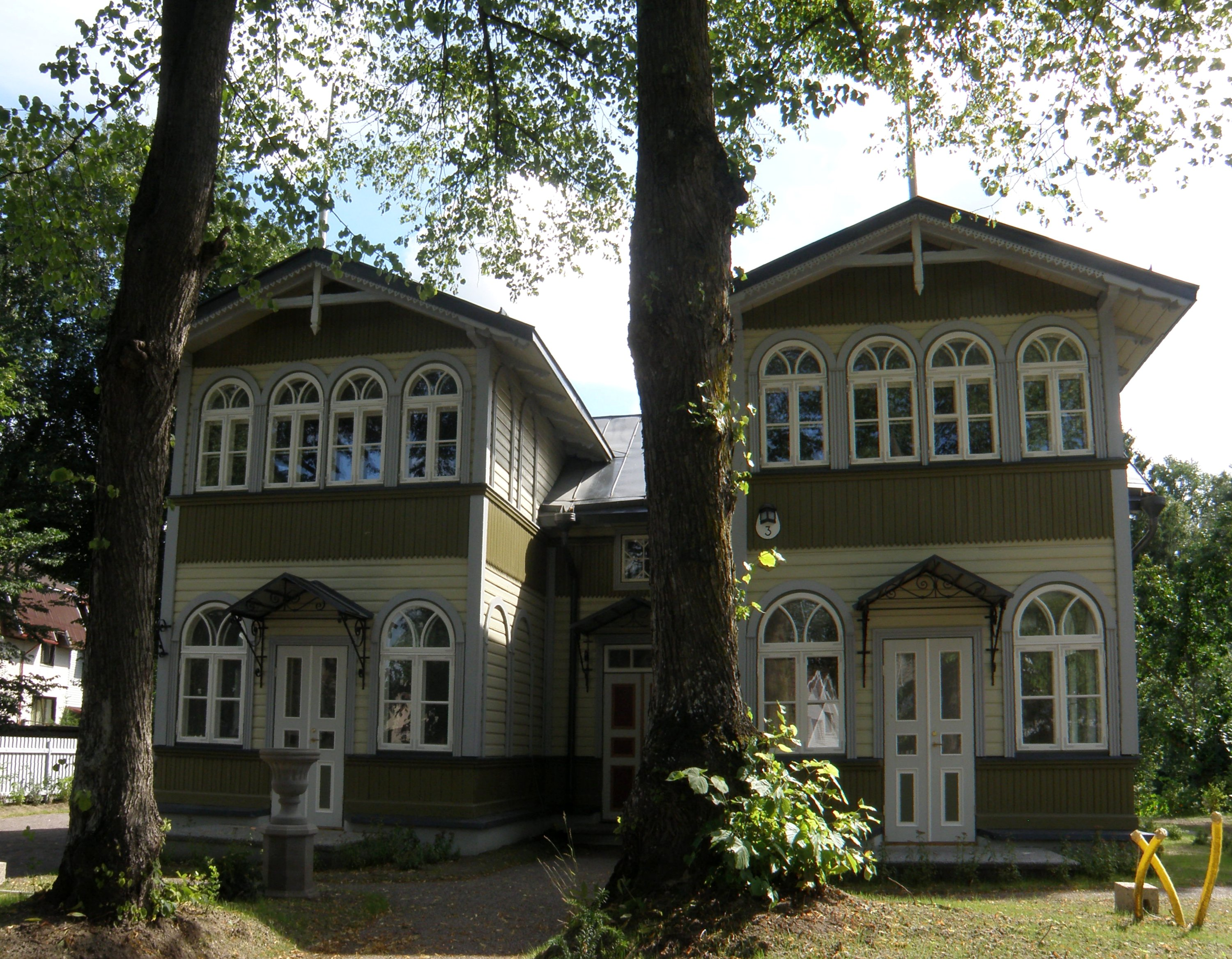
Дом на улице Валдеку
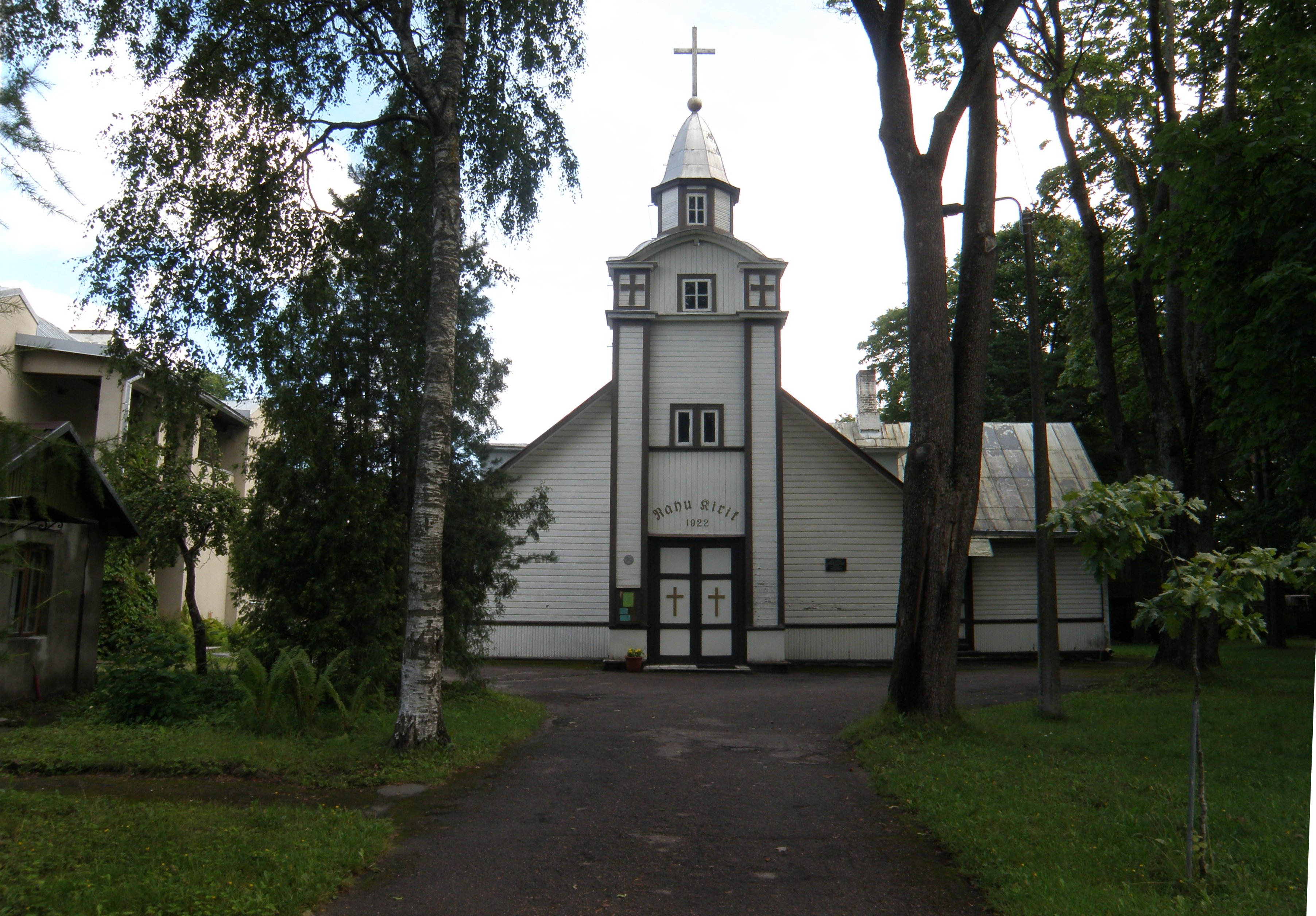
Церковь Мира
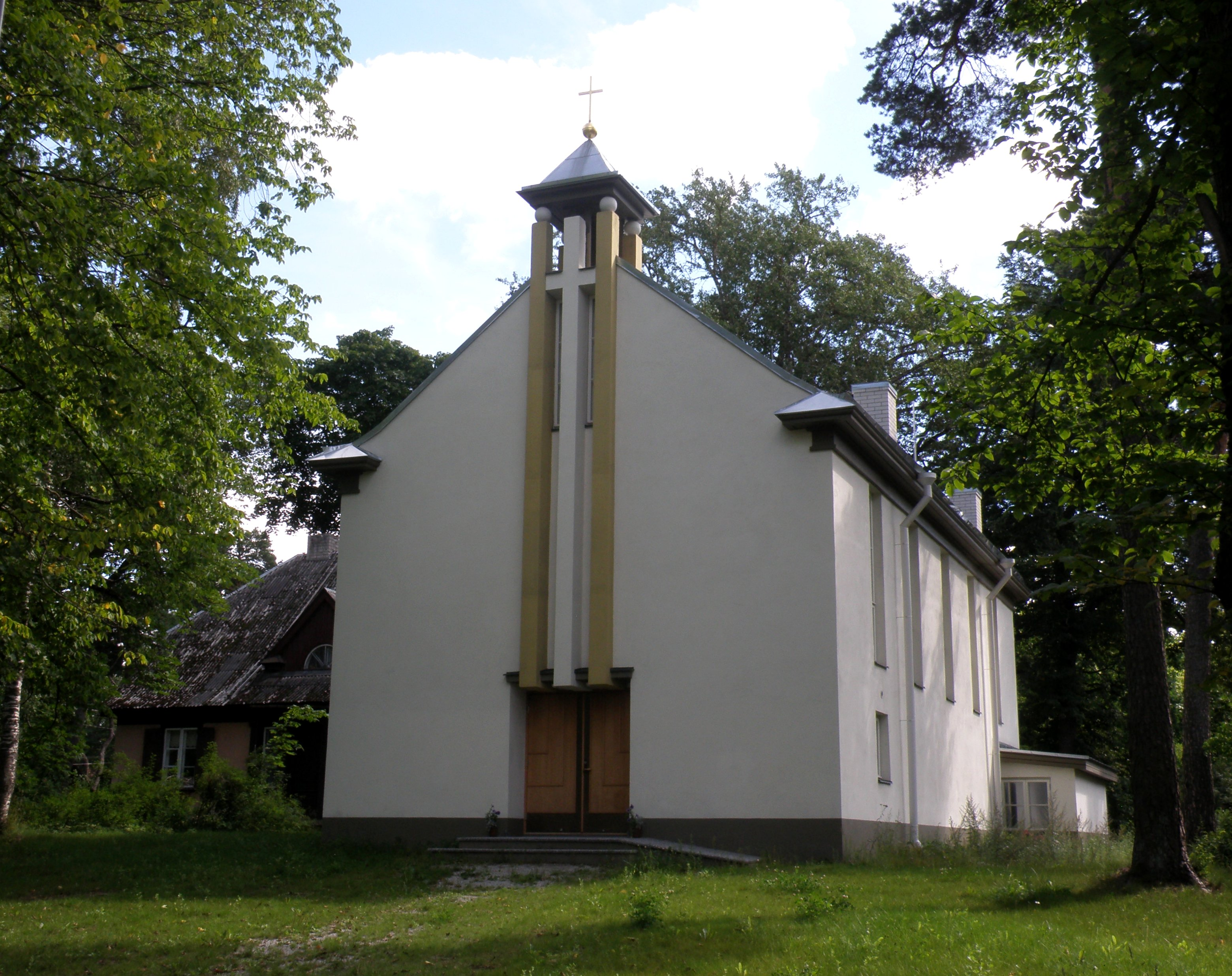
Ныммеская немецкая церковь Христа-Искупителя

## Галерея

Микрорайон Нымме
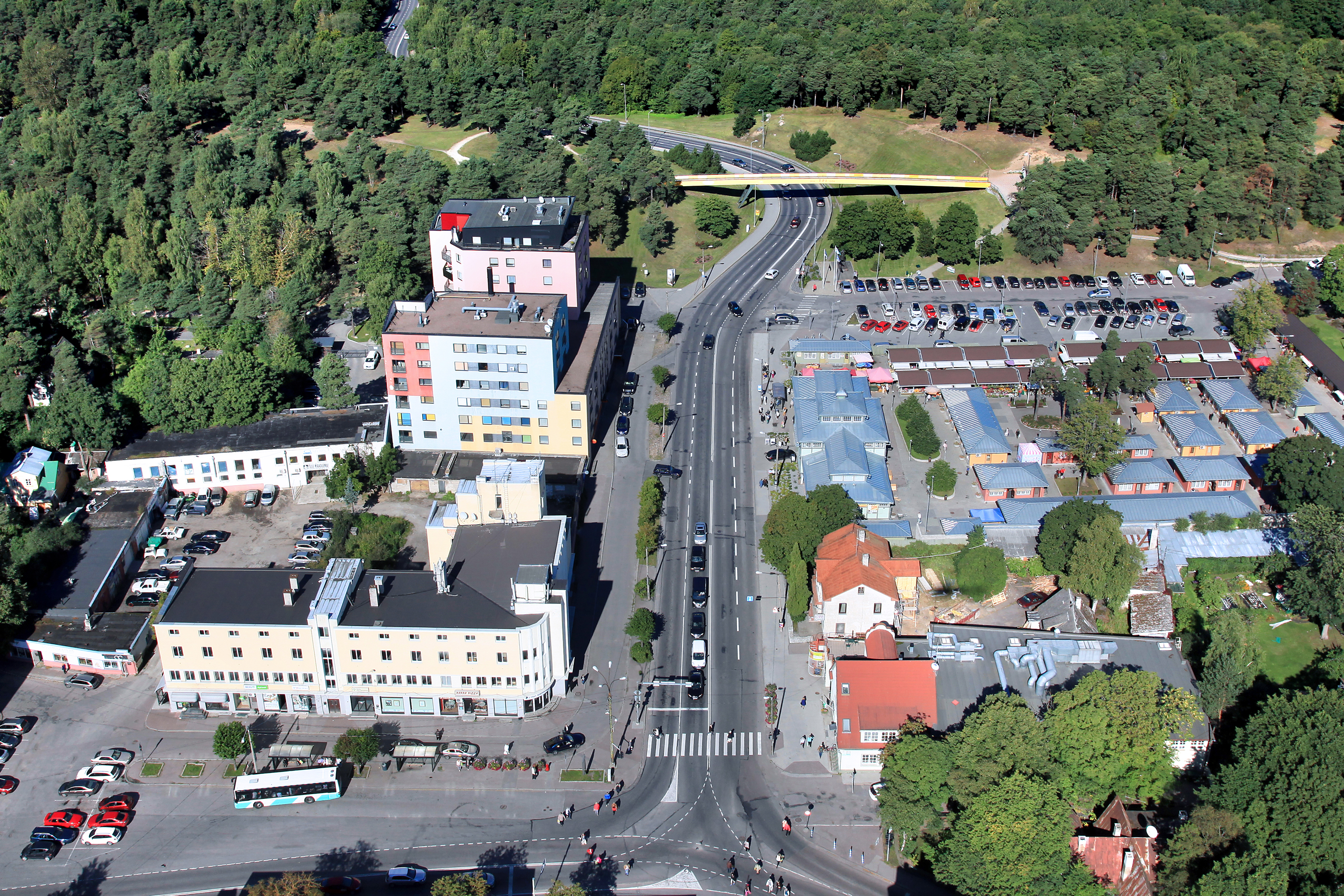
Нымме с воздуха
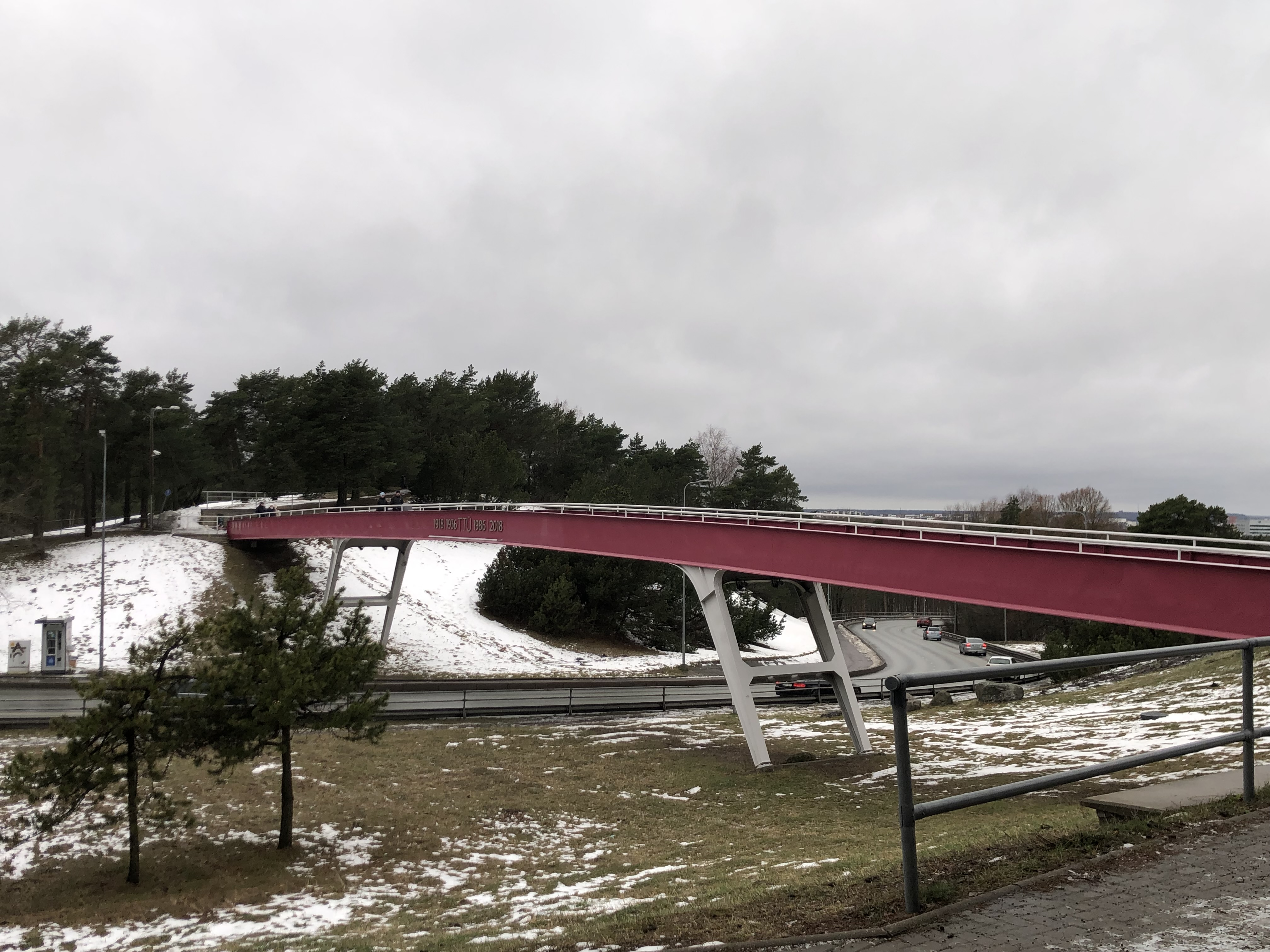
Пешеходный мост через улицу Эхитаяте
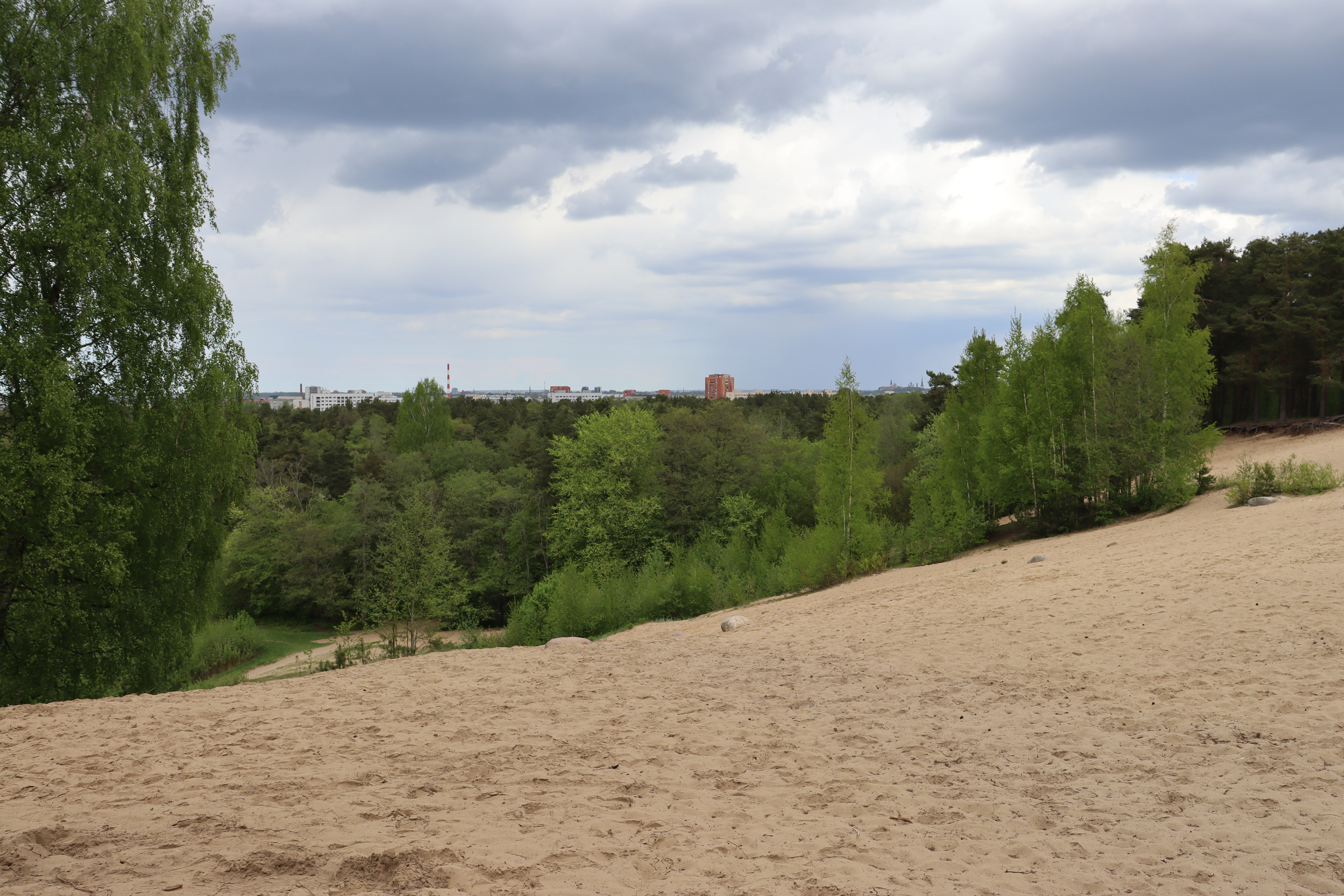
Песчаный склон в лесопарке Мустамяэ-Нымме
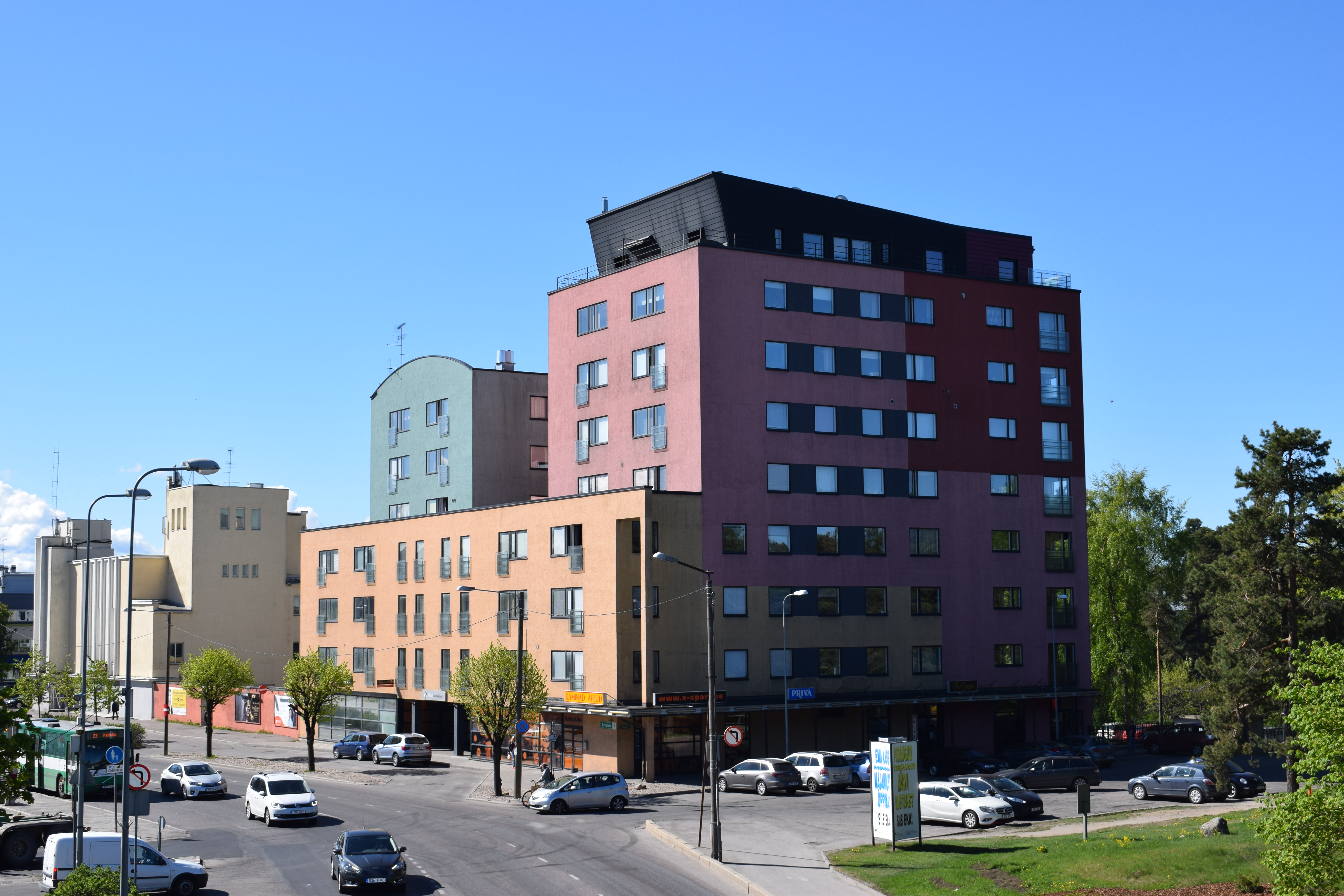
Площадь Туру («Рыночная»)
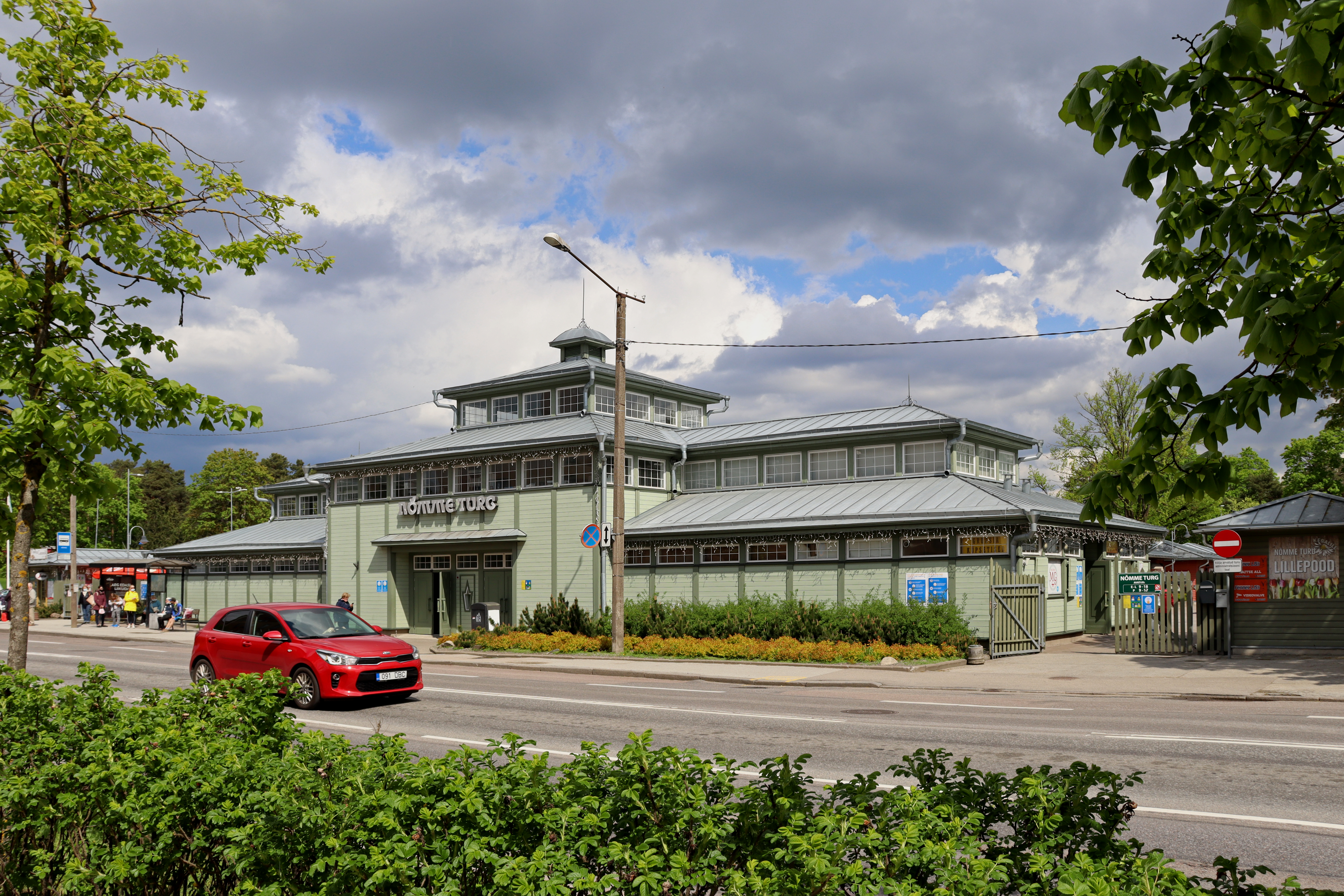
Рынок «Нымме»
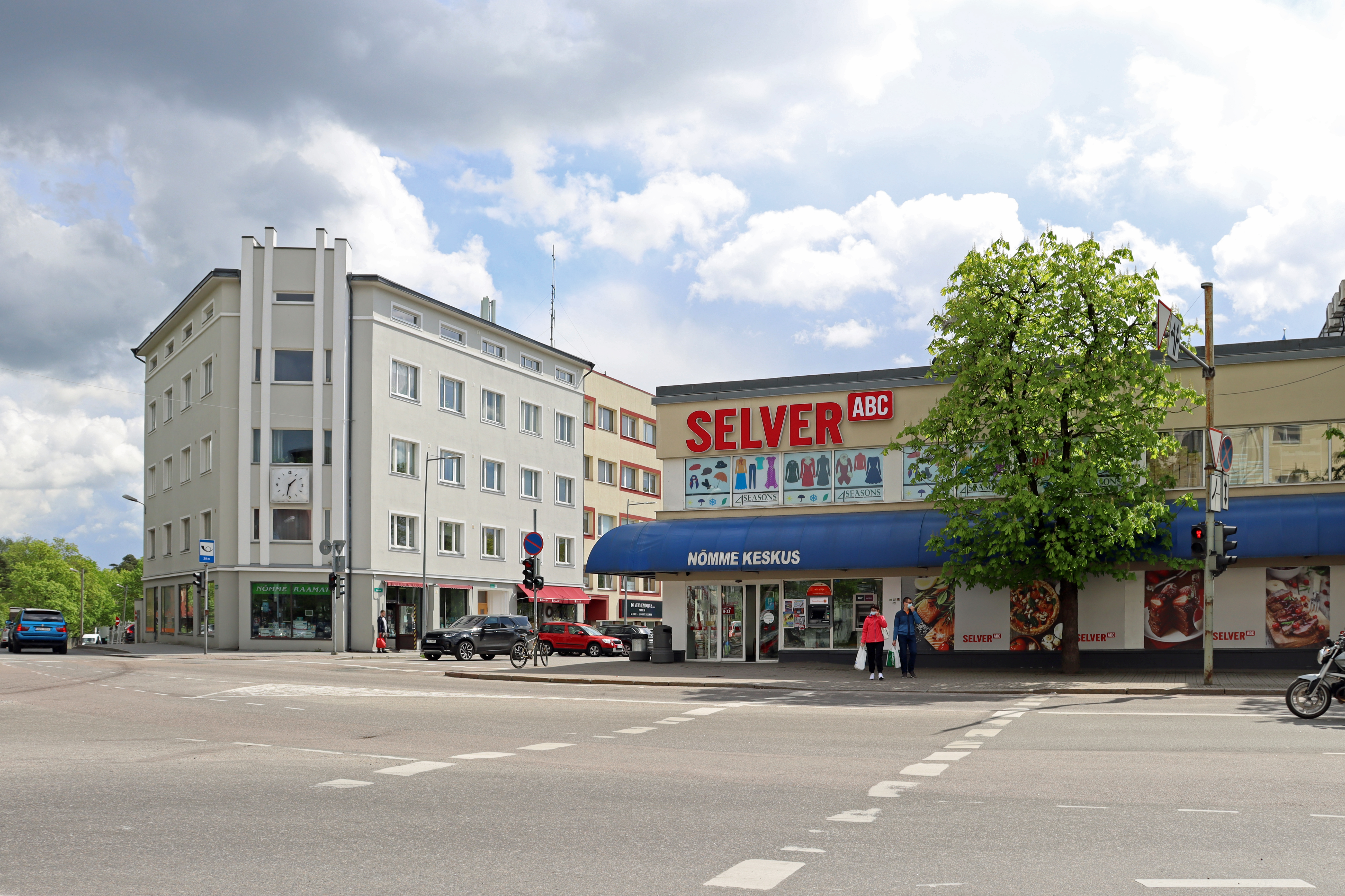
Торговый центр «Нымме»
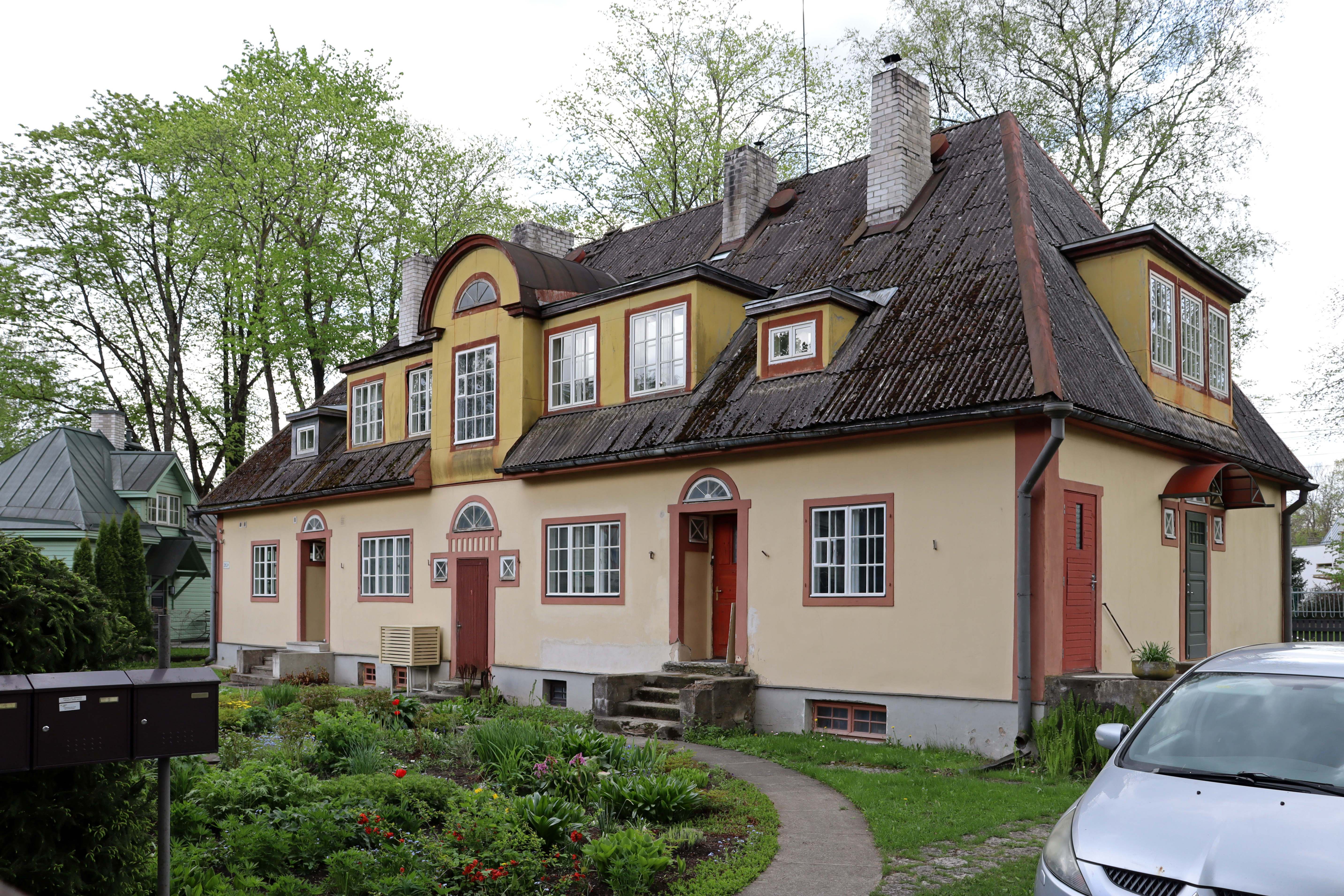
Жилой дом на улице Раудтеэ
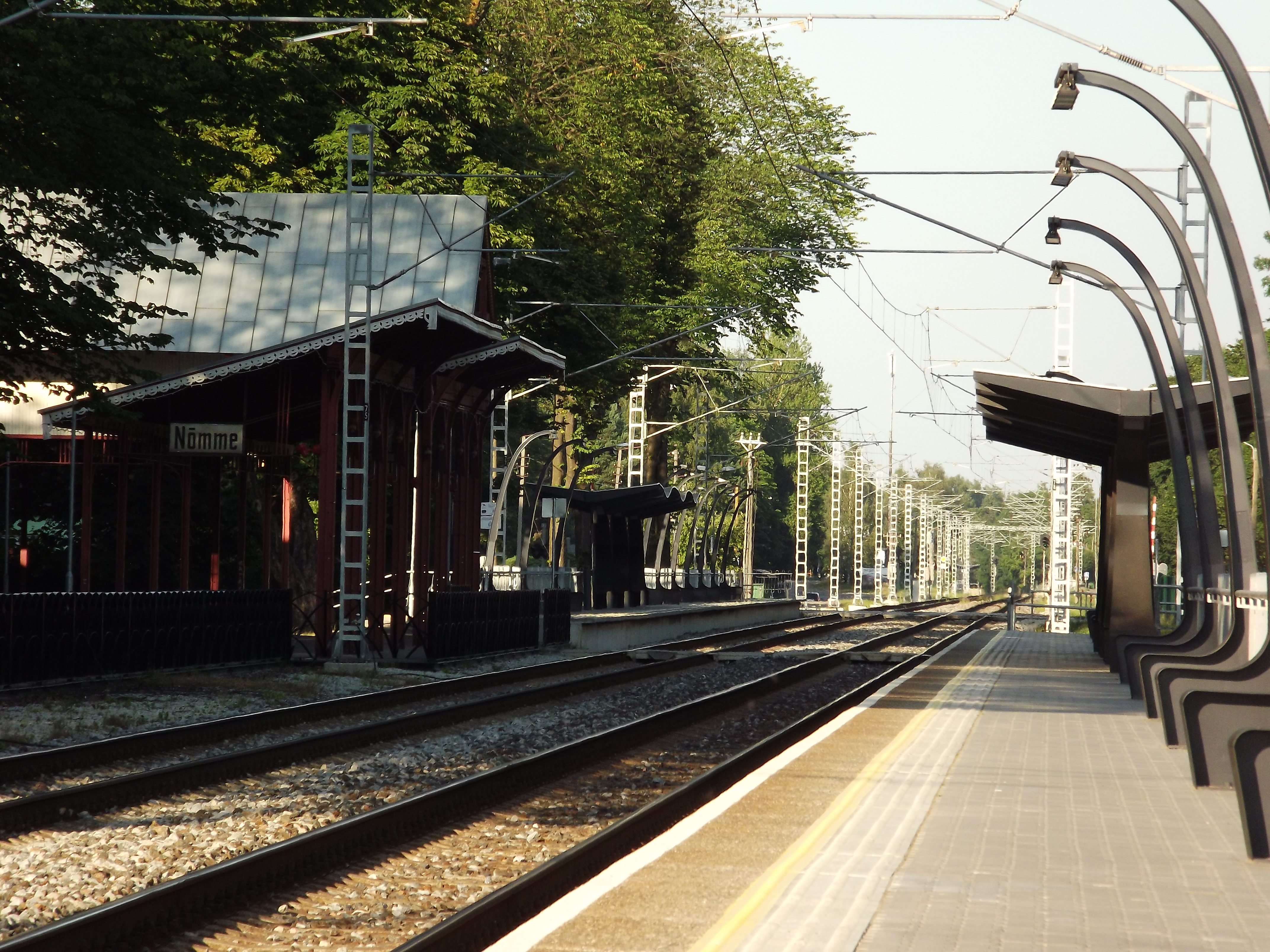
Железнодорожная остановка «Нымме»
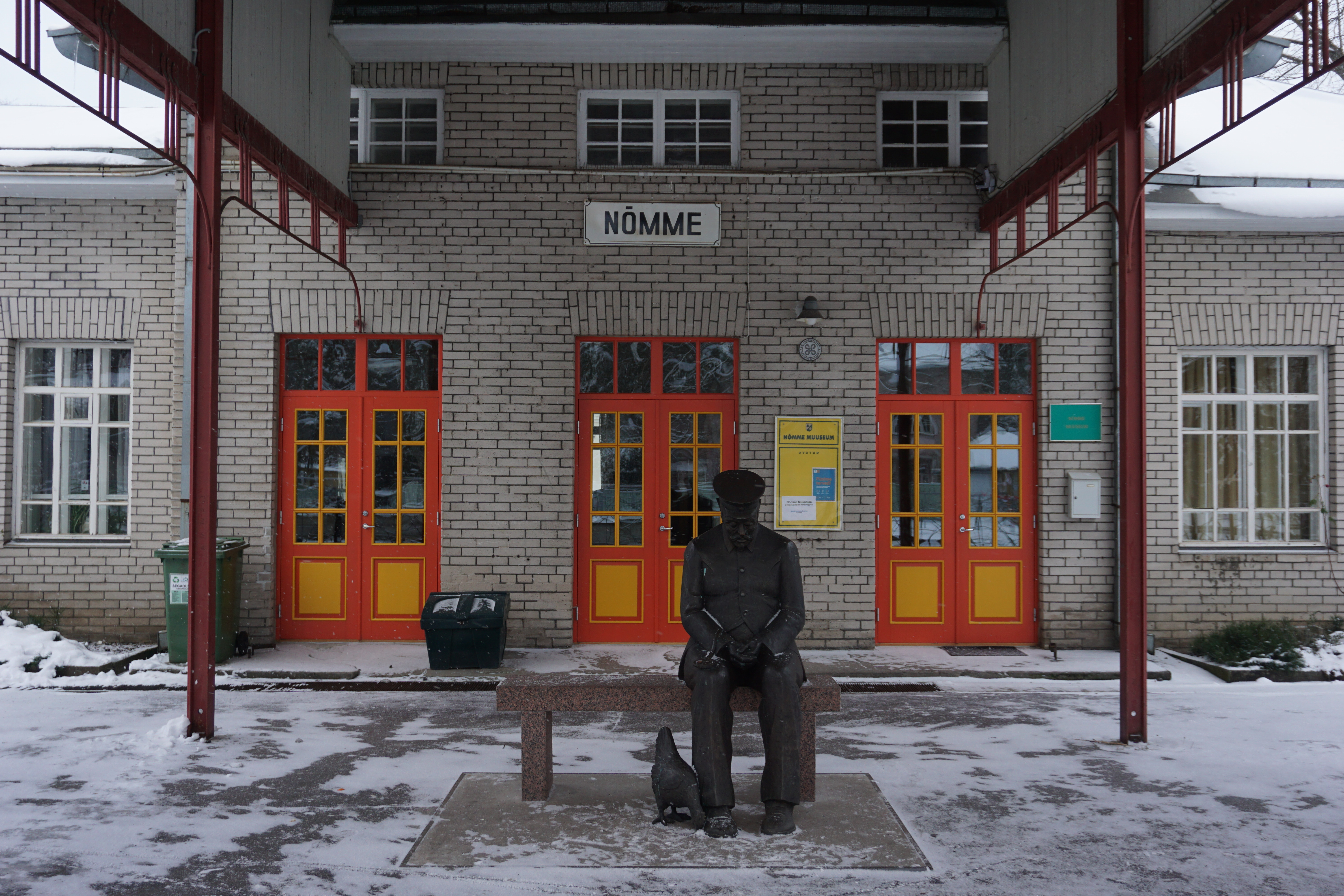
Музей Нымме (бывший ж/д вокзал) и скульптура «Начальник станции» (скульптор Лембит Онтон)
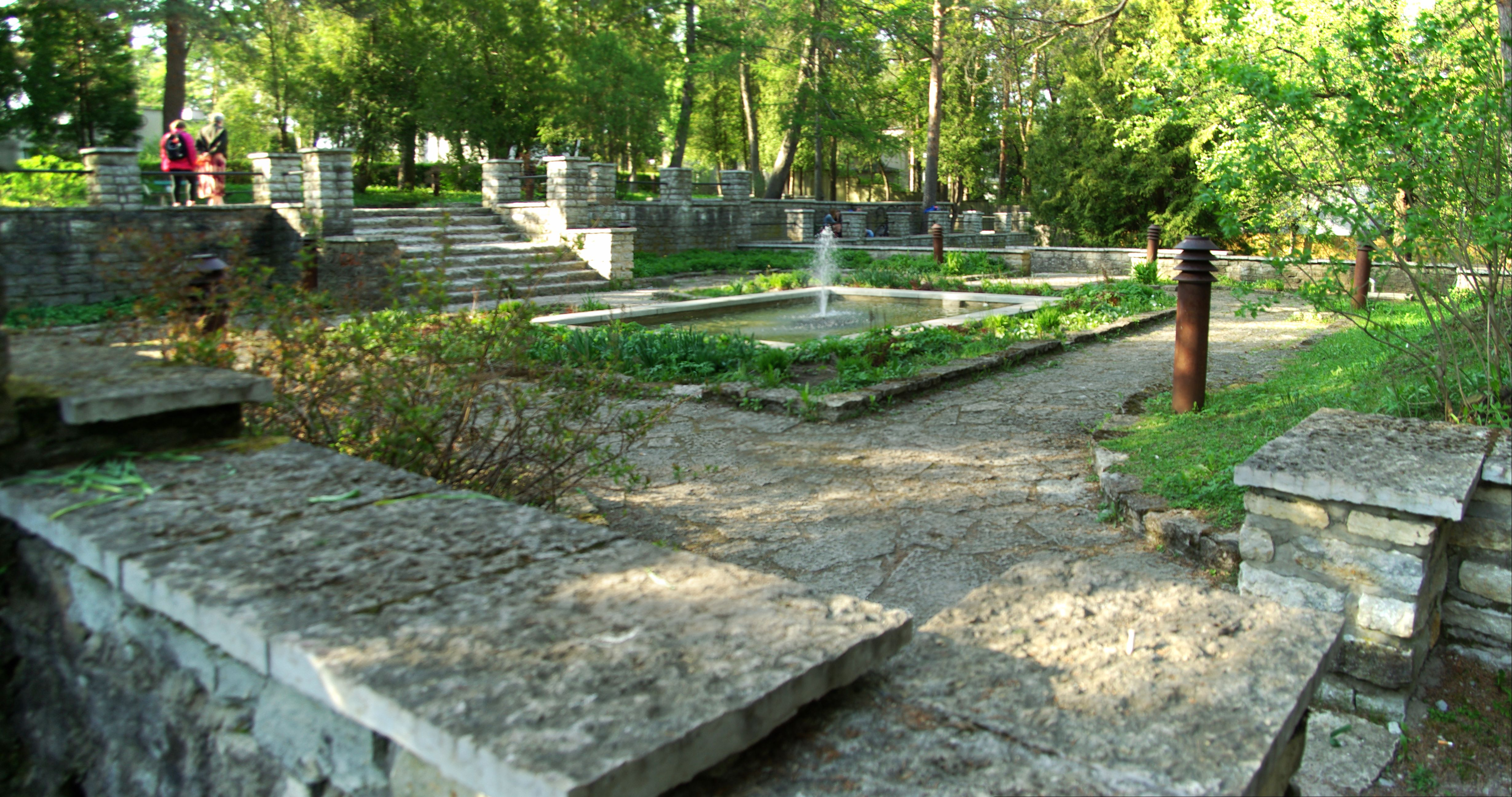
Парк Равила